# Västra Karup
Västra Karup è un'area urbana della Svezia situata nel comune di Båstad, contea di Scania.
La popolazione risultante dal censimento 2010 era di 582 abitanti.